# 11789 Kempowski
11789 Kempowski este o planetă minoră (asteroid), cu un diametru de 2,235 km, din centura de asteroizi. A fost descoperită pe 5 septembrie 1977 la Observatorul European Austral de Hans-Emil Schuster⁠(d) și a fost numită după Walter Kempowski⁠(d). 
Obiectul prezintă o orbită caracterizată de o semiaxă mare de 1,9516189 UAi, o excentricitate de 0,05, o înclinație de 21,45062 ° în raport cu ecliptica.